# Richfield (Minnesota)
Richfield város az USA Minnesota államában, Hennepin megyében. Lakosainak száma 36 994 fő (2020. április 1.).

## Népesség
A település népességének változása:
| Lakosok száma | 866  | 35 228 | 36 994 |
|               | 1860 | 2010   | 2020   |